# Socket sWRX8
Le socket sWRX8, également connu sous le nom de socket SP3r4, est un socket de processeur LGA (Land Grid Array) conçu par AMD pour prendre en charge ses processeurs pour stations de travail Ryzen Threadripper Pro 3000 et 5000, qui sont basés sur les plates-formes Zen 2 et Zen 3, respectivement. Il a été initialement lancé en juillet 2020 pour les OEM uniquement, avec une disponibilité au détail plus tard en mars 2021.
Le socket sWRX8 ne succède à aucun socket précédent ; au lieu de cela, il se trouve aux côtés du socket sTRX4 en tant que socket pour les stations de travail professionnelles, tandis que le sTRX4 est destiné aux ordinateurs de bureau haut de gamme (HEDT). Le sWRX8 prend en charge la mémoire DDR4 à octuple canal et les 128 voies PCIe 4.0 du processeur, tandis que le sTRX4 ne prend en charge que la DDR4 à quadruple canal et 64 voies PCIe 4.0. De plus, contrairement à la sTRX4, il prend en charge les types de mémoire RDIMM, LRDIMM et 3DS RDIMM, ce qui permet d’installer jusqu’à 2 To de RAM (contre 256 Go maximum pour la sTRX4),.
Il est physiquement identique, mais électriquement incompatible avec le sTRX4 et avec le SP3 pour serveurs d'AMD.
Alors que le Socket SP3 ne nécessite pas de chipset, mais utilise plutôt une conception de système sur puce, le Socket sWRX8 nécessite un chipset pour offrir une connectivité et des fonctionnalités améliorées. Pour le socket sWRX8, le chipset WRX80 a été développé, qui, avec le processeur, fournit un total de 152 voies PCIe 4.0. De plus, comme le chipset TRX40, il ne dispose pas d’une interface audio haute définition intégrée ; au lieu de cela, les fabricants de cartes mères incluent un contrôleur audio séparé à bord pour fournir des fonctionnalités audio.